# Jones-Confluence Point State Park

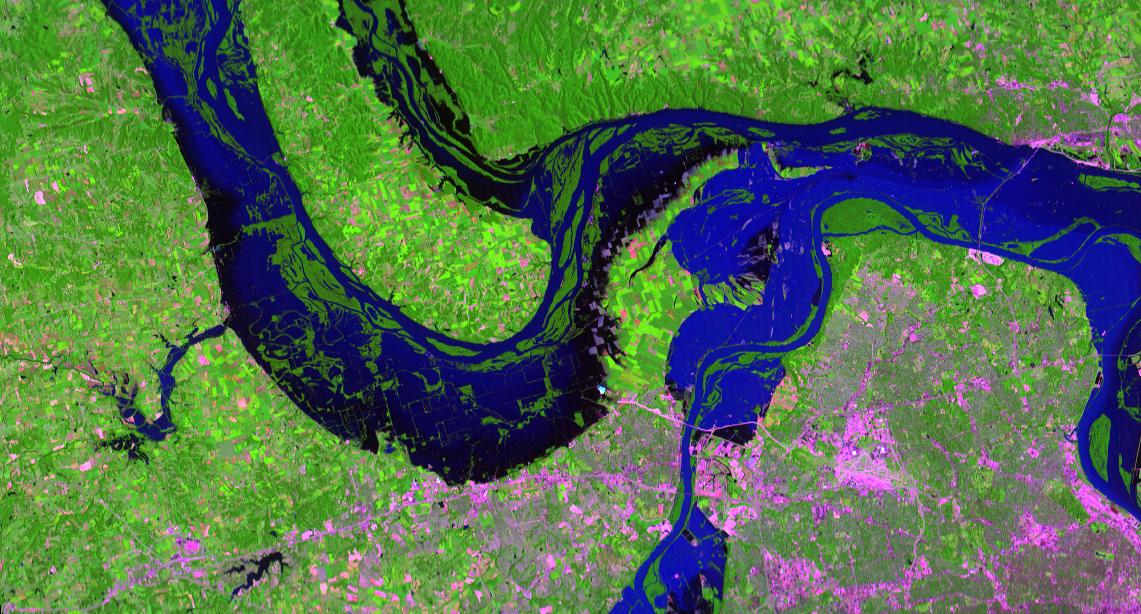
Satellitenfoto während der großen Flut 1993

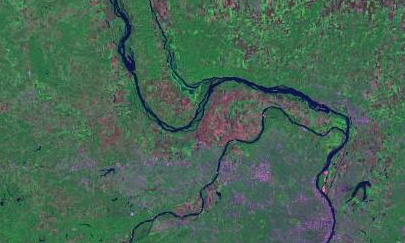
Satellitenfoto 2002 im "Normalzustand"

Im Edward "Ted" and Pat Jones-Confluence Point State Park fließen die beiden großen Ströme Missouri River und Mississippi River zusammen. Der 454 ha große State Park liegt 15 km nördlich von St. Louis im St. Charles County des US-Bundesstaates Missouri.
Bereits 1721 erwähnte der Forscher Pierre François Xavier de Charlevoix schwärmerisch die Vereinigung der beiden Flüsse. Am 14. Mai 1804 begannen die Pioniere und Forscher Meriwether Lewis und William Clark ihre Expedition den Missouri flussaufwärts auf der Suche nach einer Passage zur Pazifikküste.
Seither haben die Flussbetten ihren Lauf immer wieder variiert und die konkrete Stelle des Zusammenflusses ist 2 km weiter flussabwärts anzutreffen als noch Jahrhunderte zuvor. Landschaftlich sind in der Gegend Auenwälder, Schwemmland, Hochwassergebiete und Prärie anzutreffen. Kanadareiher und Weißkopfseeadler, Pelikane, Gänse, Möwen und viele Singvogelarten bevölkern den Park. Zahlreiche Zugvögel können im Frühjahr und Herbst beobachtet werden. Den Mississippi-Korridor nutzen 60 % aller nordamerikanischen Zugvögel inklusive 40 % der Wasservögel.
Der seit 2001 bestehende State Park wurde nach Edward „Ted“ und Pat Jones benannt, die Spenden in Millionenhöhe für den Ausbau des Katy Trail State Park zur Verfügung gestellt haben. Beide Parks sind mit weiteren im Confluence Greenway vernetzt.
Am 20. Mai 2009 wurde der Park ebenso wegen Hochwasser geschlossen wie während der Mississippiflut 2011.